# Sólidos de Catalan
Los sólidos de Catalan son una familia de poliedros que se generan con el 
poliedro dual de los sólidos de Arquímedes; fueron nombrados así por el matemático belga Eugène Charles Catalan.
Todos son poliedros convexos de caras uniformes aunque no de vértices uniformes; esto ocurre ya que los sólidos de Arquímedes que los generan son de vértices uniformes y no de caras uniformes. Las caras que forman un sólido de Catalan no son polígonos regulares, pero sus ángulos diédricos son iguales en todo el poliedro. Además dos de ellos son poliedros de aristas uniformes: el rombododecaedro y el triacontaedro rómbico, y dos de ellos tienen figura isomórfica: el icositetraedro pentagonal y el hexecontaedro pentagonal.
Los sólidos de Catalan son trece (13) en total, así como los sólidos de Arquímedes:
1. Triaquistetraedro o tetraedro triakis.
2. Rombododecaedro o dodecaedro rómbico.
3. Triaquisoctaedro u octaedro triakis.
4. Tetraquishexaedro o hexaedro tetrakis.
5. Icositetraedro deltoidal.
6. Hexaquisoctaedro, disdiaquisdodecaedro, octaedro hexakis o dodecaedro disdiakis.
7. Triacontaedro rómbico.
8. Triaquisicosaedro o icosaedro triakis.
9. Pentaquisdodecaedro o dodecaedro pentakis.
10. Hexecontaedro deltoidal.
11. Hexaquisicosaedro, disdiaquistriacontaedro, icosaedro hexakis o triacontaedro disdiakis.
12. Icositetraedro pentagonal.
13. Hexecontaedro pentagonal.